# المدو (تونس)
المدو (به عربی: المدو) یک منطقهٔ مسکونی در تونس است که در استان قابس واقع شده‌است.